# Armário de ferro

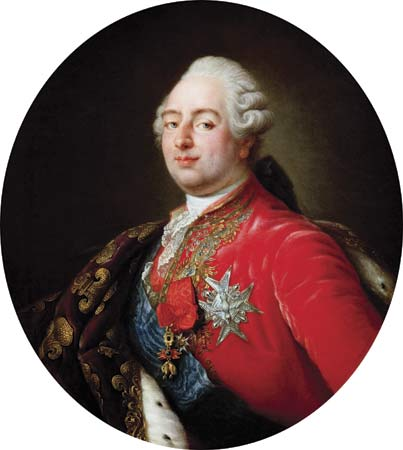
Retrato de Luís XVI de França.

O Armário de Ferro (em francês:  Armoire de fer) era uma abertura executada em um muro, fazendo as vezes de cofre, bem dissimulada por um lambri corrediço, situado nos aposentos do rei Luís XVI de França, no palácio das Tulherias. Sua existência foi revelada publicamente em novembro de 1792 a Roland, Ministro girondino do Interior, pelo artesão que o fabricara, um serralheiro chamado Gamain.
Entre os papéis, foi encontrada a correspondência de Luís XVI com Mirabeau, revelando sua venalidade e jogo duplo, com Maximilien Radix de Sainte-Foix, conselheiro secreto do soberano, com Joseph Duruey e Tourteau de Septeuil, seus banqueiros, com Arnault de Laporte, intendente da Lista Civil, sobre a qual foram recolhidos fundos, o bispo de Clermont, seu conselheiro espiritual, entre outros. Mas a maior parte do achado corresponde a correspondências dos ministros de Luís XVI, (Montmorin Valdec de Lessart, Bertrand de Molleville, o Conde de Narbonne, Cahier de Gerville, Dumouriez e outros). As cartas remetem praticamente a todos os atores da Revolução Francesa, seja o general Santerre ou o Marquês de La Fayette, Rivarol ou Talleyrand.
Outros documentos encontrados são relatórios concernentes às atividades de corrupção levadas a cabo por agentes dos ministros, sob a direção de Collenot d'Angremont, "expedidos" apressadamente, com Laporte, nos dias que se seguiram à Jornada de 10 de Agosto de 1792.
Outras testemunhas, notadamente a Princesa de Lamballe, citada (11-18 de maio de 1792) na acusação, lançada por Jean-Louis Carra e François Chabot, sobre a existência de um comitê secreto ou "austríaco" ao qual, supunha-se, pertenciam antigos deputados da Constituinte, como Malouet e Regnaud de Saint-Jean d'Angély, pereceram durante os Massacres de Setembro.
Todos estes documentos, apesar das lacunas e filtragens prováveis, demonstram a dualidade dos conselheiros e ministros — ao menos os da confiança de Luís XVI — que exerceram uma diplomacia e uma política paralelas. Descobriu-se sobretudo a existência de uma vasta rede de corrupção montada e estruturada desde 1791 por Montmorin para corromper líderes populares ou oradores dos clubes, como Antoine Joseph Santerre ou François Desfieux. Foram feitas inclusive tentativas de arrebanhar deputados da Assembleia, notadamente quando, após 20 de junho de 1792, aventou-se a questão do "decreto de desqualificação" (do rei Luís XVI e da monarquia francesa).

A Tomada das Tulherias em 10 de agosto de 1792
Por Jean Duplessis-Bertaux
Museu do Palácio de Versalhes

Quando da Jornada de 10 de Agosto de 1792, os papéis pessoais de Luís XVI e de sua esposa, Maria Antonieta, foram confiados a membros de seu séquito. Assim, Madame Campan, leitora da ex-rainha de França, recolheu um punhado de documentos importantes que entregou a Georges Gougenot, administrador da Companhia das Índias. Outros papéis, cartas e correspondências foram colocados em local seguro ou destruídos. Mas a maior destruição foi imputada àqueles que estariam comprometidos com os conselheiros secretos de Luís XVI. O Ministro do Interior Roland teria desempenhado um papel neste assunto e feito desaparecer o que dizia respeito a seu colega Danton. Em 20 de novembro de 1792, Jean-Marie Roland depositou estes arquivos, ao menos o que restara e que ainda era considerável, no escritório da Convenção Nacional, destruindo assim todas as manobras destinadas a impedir o julgamento de Luís XVI.
Segundo os historiadores Paul e Pierrette Girault de Coursac, o Armário de Ferro teria sido uma pura invenção de "certos revolucionários". Porém esta afirmação é desmentida pela existência do decreto datado de 6 de dezembro de 1792 abordando a triagem dos papéis e peças provenientes do Palácio das Tulherias, e pela publicação, por ordem da Convenção, em dezembro de 1792 e janeiro de 1793, através da Imprensa Nacional, dos papéis das Tulherias, neles compreendendo aqueles do Armário de Ferro:
- Primeira coleta de peças encontradas nas Tulherias, e recolhidas em 10 de Agosto pelo Comitê de Vigilância, impressas após decreto da Convenção Nacional de 5 de dezembro de 1792, Paris, Imprensa Nacional, Dezembro de 1792.
- Segunda coleta de peças (…) fornecidas à "Comissão dos Vinte e Quatro", pelo Comitê de Vigilância da Cidade, Paris, Imprensa Nacional, Dezembro de 1792.
- Terceira colete de peças encontradas dentro do armário de ferro (…) (dois volumes).
- Quarta coleta de peças encontradas dentro do armário de ferro (…), sendo continuação da terceira coleta (…), três tomos.
- Quinta coleta de peças encontradas nos papéis de M. de Montmorin, Laporte, intendente da Lista Civil, d'Abancourt, ex-ministro, e no "Hôtel Massiac", cujos originais estão em depósito no Comitê de Vigilância da Assembleia Nacional (…), Paris, Imprensa Nacional.
- Sexta coleta de papéis encontrados nas Tulherias (…) impressas por ordem da Convenção, Paris, 1792.
- Sétima coleta (…), Paris, 1793.
- Oitava coleta (…), Paris, 1793.
- Nona coleta (…), Paris, 1793).